# Migración de las 400 familias
La migración de las 400 familias tlaxcaltecas al norte de la Nueva España, también conocida como la diáspora tlaxcalteca, fue un suceso histórico ocurrido en 1591. Consistió en el traslado organizado de cientos de tlaxcaltecas para colonizar puntos estratégicos de la Gran Chichimeca, una vasta región habitada por pueblos seminómadas. El objetivo principal era consolidar la paz tras la Guerra Chichimeca, sirviendo como ejemplo de vida sedentaria y agrícola para los pueblos locales y fortaleciendo el dominio español en una zona rica en minerales. A cambio, los colonos tlaxcaltecas y sus descendientes recibieron privilegios especiales, como el título de hidalgo, que mantuvieron durante siglos.

## Antecedentes
La migración tlaxcalteca de 1591 no fue un suceso aislado, sino la culminación de una profunda reorientación estratégica por parte de la Corona española, motivada por el fracaso de su política militar en la frontera norte de la Nueva España. Este vasto y árido territorio, conocido genéricamente como la Gran Chichimeca, demostró ser un desafío militar y logístico que las tácticas de conquista tradicionales no pudieron superar.

### La Guerra Chichimeca: Un conflicto prolongado
Iniciada formalmente alrededor de 1547, la Guerra Chichimeca se convirtió en el conflicto más largo, sangriento y costoso que enfrentó el Virreinato de la Nueva España durante el siglo XVI. A diferencia de la conquista del centro de México, donde los españoles se enfrentaron a imperios centralizados, la guerra en el norte fue contra una red de pueblos nómadas y seminómadas, entre los que destacaban los zacatecos, guachichiles, caxcanes y guamares. Estos grupos no presentaban un frente unificado, sino que operaban en bandas guerreras fluidas que practicaban una guerra de guerrillas sumamente eficaz.
El conflicto se caracterizó por asaltos sorpresivos a las caravanas que transitaban por el Camino Real de Tierra Adentro, una ruta vital para el transporte de la plata extraída de las minas de Zacatecas y otros centros mineros del norte. Los guerreros chichimecas, con un dominio absoluto del terreno y una destreza notable con el arco y la flecha, realizaban emboscadas, destruían estancias ganaderas y atacaban los precarios asentamientos españoles, creando un estado de inseguridad permanente. La Corona española subestimó gravemente la capacidad de resistencia de estos pueblos, y su política inicial de «guerra a fuego y a sangre», que incluía la esclavitud y el exterminio, no solo fracasó en pacificar la región, sino que exacerbó la violencia y representó una sangría económica para las arcas reales. La tenacidad de la resistencia chichimeca llegó a poner en jaque el control español sobre todo el septentrión novohispano.

### El cambio de estrategia virreinal: de la guerra a la pacificación
Hacia la década de 1580, la ineficacia y el costo prohibitivo de la guerra forzaron un cambio fundamental en la política virreinal. Administraciones como las del virrey Marqués de Villamanrique y, de manera decisiva, la de su sucesor Luis de Velasco y Castilla, abandonaron la estrategia puramente militar y adoptaron un nuevo enfoque conocido como «paz por compra». Esta política se basaba en la diplomacia, la negociación y el suministro de bienes —alimentos, ropa, herramientas y ganado— a los grupos chichimecas a cambio de que depusieran las armas y se asentaran en poblados fijos.
Esta nueva estrategia de pacificación contemplaba dos componentes clave: el establecimiento de misiones, principalmente a cargo de frailes franciscanos, y el uso de aliados indígenas ya cristianizados y aculturados para que sirvieran como modelos y agentes de colonización. En este contexto, los tlaxcaltecas emergieron como los candidatos ideales. Su probada lealtad a la Corona española desde los tiempos de la conquista de Tenochtitlan, su avanzada organización social y su experiencia agrícola los convertían en el instrumento perfecto para llevar a cabo este proyecto. Por lo tanto, la decisión de organizar la migración de 1591 fue la consecuencia directa del fracaso militar español y la pieza central de una nueva y compleja estrategia de control sociopolítico para la frontera norte

## El acuerdo: Las Capitulaciones de 1591
El traslado de las familias tlaxcaltecas no fue una simple reubicación, más bien un pacto formal negociado que reflejó tanto la necesidad estratégica de la Corona como la notable habilidad política del liderazgo tlaxcalteca. Este acuerdo, codificado en un documento legal sin precedentes, sentó las bases para el estatus privilegiado que los colonos mantendrían durante casi tres siglos.

### Negociaciones entre la Corona y Tlaxcala
Las negociaciones formales fueron conducidas por el virrey Luis de Velasco II directamente con los líderes de la república de Tlaxcala, entre ellos el gobernador Gregorio Nacianceno. El proceso fue deliberativo y extenso, lo que indica que la propuesta virreinal no fue aceptada de manera inmediata ni incondicional. Los líderes tlaxcaltecas eran plenamente conscientes de los peligros de la frontera norte, descrita como una tierra de «salvajes desnudos y crueles», y se mostraron reacios a enviar a su gente a lo que consideraban un posible «suicidio en masa».
En estas negociaciones, los frailes franciscanos establecidos en Tlaxcala jugaron un papel fundamental como mediadores y consejeros. Personajes como el cronista Fray Gerónimo de Mendieta, aunque inicialmente escéptico sobre la durabilidad de la paz chichimeca, aportaron su conocimiento legal y su influencia para asegurar que los intereses tlaxcaltecas quedaran protegidos. A pesar del consenso final, existió una oposición interna significativa en Tlaxcala; algunos nobles y plebeyos se negaron a participar en la expedición y trataron de disuadir a otros, lo que obligó al virrey a emitir órdenes para castigar a los disidentes y asegurar la partida de la caravana.

### Privilegios de hidalguía y autonomía
El acuerdo culminó con la publicación de las Capitulaciones el 14 de marzo de 1591, un contrato formal que fue posteriormente aprobado por el rey Felipe II. Este documento transformó a los emigrantes tlaxcaltecas de simples auxiliares a co-colonizadores con un estatus legal extraordinario. Los privilegios otorgados, que se extendían a los colonos y a todos sus descendientes a perpetuidad, incluían:
- Estatus de hidalguía: Los colonos tlaxcaltecas y sus descendientes serían considerados hidalgos, es decir, miembros de la baja nobleza, con derecho a utilizar el prestigioso título de «Don» antes de sus nombres.[6][9]
- Exenciones fiscales y laborales: Se les concedió la exención perpetua de todo tipo de tributos, impuestos comerciales como las alcabalas, y del servicio personal o trabajo forzado.[6][9]
- Derechos militares: Los principales o nobles tlaxcaltecas obtuvieron el derecho legal de portar armas (espadas y arcabuces) y de montar a caballo ensillado, prerrogativas que en la Nueva España estaban, por lo general, estrictamente reservadas para los españoles.[6][10]
- Garantías de propiedad: Se les aseguró la posesión de las tierras, aguas, pastos y montes que se les asignaran, tanto para uso comunal como particular, con la garantía de que estas propiedades no les podrían ser enajenadas.[9]
- Autonomía política: El privilegio más significativo fue el derecho a fundar sus propios pueblos, que debían estar físicamente separados de los asentamientos de españoles y de los chichimecas pacificados. Estos pueblos contarían con su propio gobierno indígena, organizado a través de un ayuntamiento o cabildo propio, excluyendo la jurisdicción de autoridades españolas locales.[6]

Estas capitulaciones representan un acto de agencia política excepcional por parte de un pueblo indígena en el contexto del imperio español. Los tlaxcaltecas supieron capitalizar su importancia histórica como aliados y la desesperación estratégica de la Corona para negociar un estatus que les permitió no solo sobrevivir, sino prosperar como una entidad corporativa y privilegiada en la hostil frontera norte.

## La caravana: El viaje al norte
El éxodo tlaxcalteca de 1591 fue una operación logística de gran envergadura, meticulosamente planificada y financiada por el gobierno virreinal. Lejos de ser una migración espontánea, constituyó un despliegue estratégico de recursos humanos y materiales, supervisado directamente por las más altas autoridades de la Nueva España.

### Organización y logística de la expedición
La gran caravana partió de Tlaxcala durante los primeros días de junio de 1591, compuesta por cerca de 100 vehículos, entre carros y carretas, que transportaban a las familias y sus enseres. La expedición fue un proyecto de estado en toda regla. La Real Hacienda asumió los costos, proveyendo a los colonos de ropa, herramientas, y alimentos suficientes para un periodo de dos años. Además, se les entregó un considerable hato de ganado, que incluía 4 500 ovejas, y fondos de la tesorería real para la construcción de sus primeras viviendas. El 16 de septiembre de 1591, ya en la frontera, el jefe de abastecimiento Antonio López de Zepeda recibió mil pesos de la caja real de Zacatecas para la compra de suministros adicionales como bueyes y arados, lo que demuestra el continuo apoyo financiero de la Corona.
Para garantizar la seguridad y el orden durante el largo y peligroso viaje, la caravana fue puesta bajo el mando militar de un Teniente General especialmente comisionado para esta tarea, Agustín de Hinojosa Villavicencio. La importancia de la empresa fue tal que el propio virrey Velasco se desplazó para visitar personalmente a los emigrantes el 18 de junio de 1591, cuando acampaban en las cercanías de la Ciudad de México.

### Composición y censo de los colonos
El 6 de julio de 1591, mientras la caravana se encontraba en el río San Juan, a medio camino entre Jilotepec y Querétaro, se levantó un censo oficial para registrar el número exacto de colonos. Este recuento arrojó un total de 932 personas: 690 individuos casados, 187 niños y 55 personas solteras o viudas. Aunque la tradición ha perpetuado la cifra de «400 familias», los registros históricos más precisos indican que el número de unidades familiares que emprendieron el viaje fue de 342.
Los colonos no constituían un grupo homogéneo, sino que estaban organizados en cuatro contingentes distintos, cada uno procedente de uno de los cuatro grandes señoríos o altépetl que conformaban la confederación de Tlaxcala: Ocotelulco, Tizatlán, Quiahuiztlán y Tepeticpac. Esta estructura refleja la organización política interna de Tlaxcala y asegura que la expedición fuera representativa de toda la «nación» tlaxcalteca.
| Señorío de origen | Fecha de salida    | N.º de familias | N.º de personas | Destino principal                                |
| ----------------- | ------------------ | --------------- | --------------- | ------------------------------------------------ |
| Ocotelulco        | 6 de junio de 1591 | 106             | 228             | Minas de Nueva Galicia (Zacatecas)               |
| Tizatlán          | 7 de junio de 1591 | 103             | 245             | Nueva Vizcaya (Coahuila, Nuevo León)             |
| Quiahuiztlán      | 9 de junio de 1591 | 92              | 207             | Nueva Galicia (Jalisco, principalmente Colotlán) |
| Tepeticpac        | 9 de junio de 1591 | 99              | 228             | Minas de San Miguel Mexquitic (San Luis Potosí)  |

La estructura formal de la expedición, con su mando militar, censo detallado, financiación estatal y supervisión virreinal, revela su verdadera naturaleza: no fue una simple migración, sino una operación colonial cuidadosamente orquestada, un despliegue estratégico de un activo humano clave para asegurar la frontera norte en nombre del Imperio español.

## Los artífices de la colonización
El éxito del ambicioso proyecto de colonización tlaxcalteca no dependió únicamente de la voluntad política del virrey, sino de la acción coordinada de un grupo de hombres clave en la frontera. La sinergia entre el estratega político en la capital, el diplomático bicultural en el terreno y el pragmático administrador militar fue fundamental para traducir el plan en una realidad duradera.

### El virrey Luis de Velasco II y la política de asentamiento
Luis de Velasco y Castilla, marqués de Salinas y virrey de la Nueva España en dos ocasiones (1590-1595 y 1607-1611), fue el arquitecto político de la migración de 1591. Heredero del prestigio de su padre, un virrey recordado por sus políticas en favor de los indígenas, Velasco II consolidó el giro estratégico de la Corona en la frontera norte. Fue él quien finalizó las complejas negociaciones con los líderes tlaxcaltecas, garantizó el marco legal a través de las Capitulaciones y aseguró la provisión de los recursos financieros y materiales necesarios para la expedición. Su gobierno marcó el abandono definitivo de la «guerra a fuego y a sangre» en favor de una política de pacificación basada en el asentamiento y la aculturación.

### Miguel Caldera: El pacificador mestizo
Miguel Caldera (c. 1548-1597
) fue, sin duda, la figura más determinante sobre el terreno. Nacido de la unión de un soldado español y una mujer guachichil, su origen mestizo le confirió una ventaja única e insustituible. Caldera no solo era bilingüe, con un dominio perfecto de la lengua guachichil, sino que también poseía un conocimiento íntimo de la geografía de la Gran Chichimeca y de las tácticas de guerra de sus pueblos. Esta doble perspectiva cultural le permitió actuar como un mediador eficaz y creíble, generando una confianza que ningún español podía inspirar.
Fue el principal promotor y ejecutor de la política de «paz por compra», utilizando la diplomacia, los regalos y la persuasión para atraer a los líderes chichimecas a la paz. El propio virrey Velasco lo reconoció como «el hombre más necesario para la pacificación de los chichimecas». Fue Caldera quien, junto al general Rodrigo del Río de Loza, recibió a la caravana tlaxcalteca en Cuicillo y, gracias a su conocimiento del territorio, tomó las decisiones finales sobre la ubicación estratégica de cada uno de los nuevos pueblos. Su papel fue tan crucial que también se le considera uno de los fundadores de la ciudad de San Luis Potosí, tras liderar la exploración que descubrió los ricos yacimientos mineros del Cerro de San Pedro.

### Francisco de Urdiñola y la administración fronteriza
Francisco de Urdiñola (c. 1552-1618
), un capitán vasco que llegaría a ser gobernador de la Nueva Vizcaya, fue el brazo ejecutor y administrador del proyecto en una de sus zonas más críticas. Mientras Caldera se especializaba en la diplomacia y la pacificación inicial, Urdiñola se encargaba de la consolidación militar y administrativa de los nuevos asentamientos. Su tarea consistía en proporcionar la seguridad necesaria, demarcar las tierras, gestionar la distribución de los recursos hídricos y organizar la vida cívica y defensiva de las nuevas colonias.
Su intervención más notable fue la fundación del pueblo de San Esteban de la Nueva Tlaxcala en la volátil región de Saltillo. El 13 de septiembre de 1591, Urdiñola demarcó personalmente las tierras para el nuevo asentamiento tlaxcalteca, estableciendo una clara separación física y legal de la villa española contigua, Santiago del Saltillo. Este acto de administración pragmática fue esencial para materializar los privilegios de autonomía prometidos a los tlaxcaltecas y para integrar su capacidad defensiva en la estructura fronteriza. La colaboración entre la visión política de Velasco, la diplomacia intercultural de Caldera y la capacidad administrativa de Urdiñola creó una cadena de mando y ejecución que fue la clave del éxito del proyecto.

## Fundación de las colonias tlaxcaltecas
El establecimiento de los nuevos pueblos tlaxcaltecas fue un ejercicio de ingeniería geopolítica. No se trató de asentamientos fortuitos, sino de una red de enclaves estratégicamente situados en los puntos más vulnerables de la frontera, diseñados para funcionar como baluartes defensivos y focos de irradiación cultural.

### La distribución en Cuicillo
A principios de agosto de 1591, la caravana tlaxcalteca arribó a Cuicillo, un paraje estratégico (hoy en el estado de Zacatecas) donde confluían los caminos que comunicaban la Ciudad de México, Michoacán y los emergentes centros mineros de San Luis Potosí. En este punto, el contingente fue recibido por las principales autoridades de la frontera: el general Rodrigo del Río de Loza, gobernador de la Nueva Vizcaya, y el capitán Miguel Caldera. Aunque del Río ostentaba un rango superior, fue la experiencia y el conocimiento profundo de Caldera sobre la situación de la región lo que determinó la distribución final de los cuatro contingentes tlaxcaltecas hacia sus destinos definitivos.

### San Esteban de la Nueva Tlaxcala en Saltillo
Al contingente procedente de Tizatlán, liderado por los nobles tlaxcaltecas Don Buenaventura de Paz y Don Joaquín de Velasco, se le asignó la misión de reforzar la precaria villa española de Santiago del Saltillo. El 13 de septiembre de 1591, el capitán Francisco de Urdiñola oficializó la fundación del pueblo de San Esteban de la Nueva Tlaxcala. El nuevo asentamiento se estableció al oeste de la villa española, y ambos quedaron legal y físicamente separados por una acequia principal de riego, que hoy corresponde a la traza de la calle Allende en la ciudad de Saltillo.
Esta separación física no era un detalle menor, sino la materialización de la autonomía política garantizada en las Capitulaciones. San Esteban de la Nueva Tlaxcala se desarrolló rápidamente como la colonia tlaxcalteca más próspera e influyente del norte. Su éxito fue tal que se convirtió en una «colonia madre», el punto de partida desde el cual se lanzarían futuras expediciones de colonización tlaxcalteca hacia los territorios de Coahuila y el Nuevo Reino de León durante los siglos XVII y XVIII.

### San Miguel Mexquitic y la Convivencia con los Guachichiles
El contingente de Tepeticpac, el señorío de Tlaxcala, fue destinado a una de las ubicaciones más peligrosas y estratégicas: Mexquitic, un antiguo bastión de los guerreros guachichiles más belicosos, situado cerca del vital camino México-Zacatecas. La delicadeza de la misión motivó un retraso en su fundación oficial y la intervención de un emisario especial del virrey, el historiador mestizo de origen tlaxcalteca Diego Muñoz Camargo.
El 2 de noviembre de 1591, Muñoz Camargo presidió una elaborada ceremonia de fundación. En un acto de gran simbolismo, tomó de la mano a los líderes tlaxcaltecas y guachichiles y los condujo a sus respectivas mitades de un valle fértil, dividido por una corriente de agua, que les fue asignado para su convivencia. El nuevo pueblo, llamado San Miguel Mexquitic, se convirtió en la cabecera de la nueva provincia de Mexquitic. Para cimentar la paz, los frailes franciscanos promovieron activamente lazos sociales entre ambos pueblos, como el compadrazgo, organizando bautizos en los que nobles tlaxcaltecas apadrinaban a niños guachichiles. Este modelo de coexistencia planificada fue un experimento calculado de pacificación a través del ejemplo y la proximidad.

### Otros asentamientos iniciales
Los colonos restantes de los señoríos de Ocotelulco y Quiahuiztlán fueron distribuidos en otros puntos clave para completar la red defensiva y de colonización. Se fundaron asentamientos en Las Charcas y San Sebastián Agua del Venado, en la región de San Luis Potosí. Otro grupo importante se estableció en San Andrés Chalchihuites, que más tarde sería conocido como San Andrés del Teúl, en la región de Zacatecas. Finalmente, un grupo se asentó en Tequisquiapan, que sirvió como el núcleo original tlaxcalteca a partir del cual crecería la futura ciudad española de San Luis Potosí.

## Expansión y legado
La migración de 1591 fue el catalizador de un proceso de expansión y transformación cultural que redefinió el norte de la Nueva España. El legado de los colonos tlaxcaltecas es complejo y duradero, marcado por su doble papel como agentes del imperio y como defensores de su propia identidad y autonomía.

### El papel del colono tlaxcalteca como agente de aculturación
Los tlaxcaltecas cumplieron con creces la función para la que fueron enviados, actuando como indios madrineros o «indios modelo». La presencia de sus comunidades, organizadas, agrícolas y cristianas, sirvió como un ejemplo tangible y persuasivo para los pueblos chichimecas, a quienes se buscaba integrar en un modo de vida sedentario. Más allá del ejemplo, los tlaxcaltecas fueron maestros activos, enseñando a los grupos locales técnicas de cultivo, formas de organización social y las prácticas del catolicismo. Este método de pacificación a través de la influencia cultural demostró ser mucho más eficaz y sostenible que la conquista militar, y el éxito de los asentamientos originales impulsó su réplica en nuevas fronteras.

### Transferencia tecnológica: agricultura e hidráulica
Uno de los legados más importantes de los colonos fue la transferencia de tecnología agrícola y, especialmente, hidráulica al árido norte. Los tlaxcaltecas llevaron consigo una síntesis avanzada de conocimientos agrícolas, que combinaba prácticas mesoamericanas con técnicas europeas como el uso del arado, aprendidas durante las siete décadas previas de contacto con los españoles.
Su contribución más crucial fue la introducción de sistemas de irrigación sofisticados, indispensables para la agricultura en un entorno semidesértico. Construyeron presas, canales de riego (acequias) y complejos sistemas de distribución de agua que permitieron el florecimiento de huertos y cultivos donde antes era impensable. La huella de esta tecnología hidráulica es todavía perceptible en la actualidad en lugares como Saltillo, Parras y otras localidades del norte de México, y sentó las bases para el desarrollo agrícola de toda la región.

### Expansión posterior a Coahuila, Nuevo León y Texas
El movimiento de 1591 fue solo el punto de partida de una diáspora tlaxcalteca que continuó durante los siglos XVII y XVIII. Desde sus bases consolidadas en Saltillo y San Luis Potosí, familias tlaxcaltecas fundaron o cofundaron decenas de nuevos pueblos y barrios a lo largo de una vasta geografía. Esta expansión abarcó los actuales estados de Coahuila (con asentamientos en Parras, Monclova y Nava), Nuevo León (en Bustamante, Guadalupe y Villaldama) y Tamaulipas.
La influencia tlaxcalteca trascendió las fronteras actuales de México. Hubo colonos que se establecieron en el territorio de lo que hoy es Estados Unidos. Se fundó un barrio tlaxcalteca en Santa Fe, Nuevo México (el barrio de Analco), poblado por tlaxcaltecas alrededor de 1610. Asimismo, se establecieron familias en Texas, participando en la fundación de la Misión de San Saba en 1757 y en otros asentamientos a lo largo del Río Grande.

### Preservación de la identidad y los privilegios
A pesar de ser instrumentos clave de la expansión imperial española, los colonos tlaxcaltecas y sus descendientes defendieron tenazmente su identidad corporativa y los privilegios consagrados en las Capitulaciones de 1591. Mantuvieron sus propios gobiernos locales, vivieron en barrios separados y recurrieron constantemente al sistema legal virreinal para defender sus derechos sobre tierras y aguas frente a los colonos españoles, a menudo con éxito, esgrimiendo su carta de privilegios como prueba legal.
Este estatus único, que los situaba en una posición intermedia entre los españoles y otros grupos indígenas, les permitió forjar un espacio de notable autonomía política y cultural. Esta identidad distintiva de «tlaxcaltecas colonizadores» y su estatus privilegiado se mantuvieron vigentes durante casi trescientos años, hasta que los nuevos marcos legales del México independiente abolieron las distinciones corporativas del antiguo régimen colonial. Su legado es, por tanto, la historia paradójica de un pueblo que fue a la vez conquistador y colonizado, y que supo navegar las complejidades del poder colonial para expandir su propia influencia bajo el amparo de la Corona a la que servían.